# Surowiec zielarski

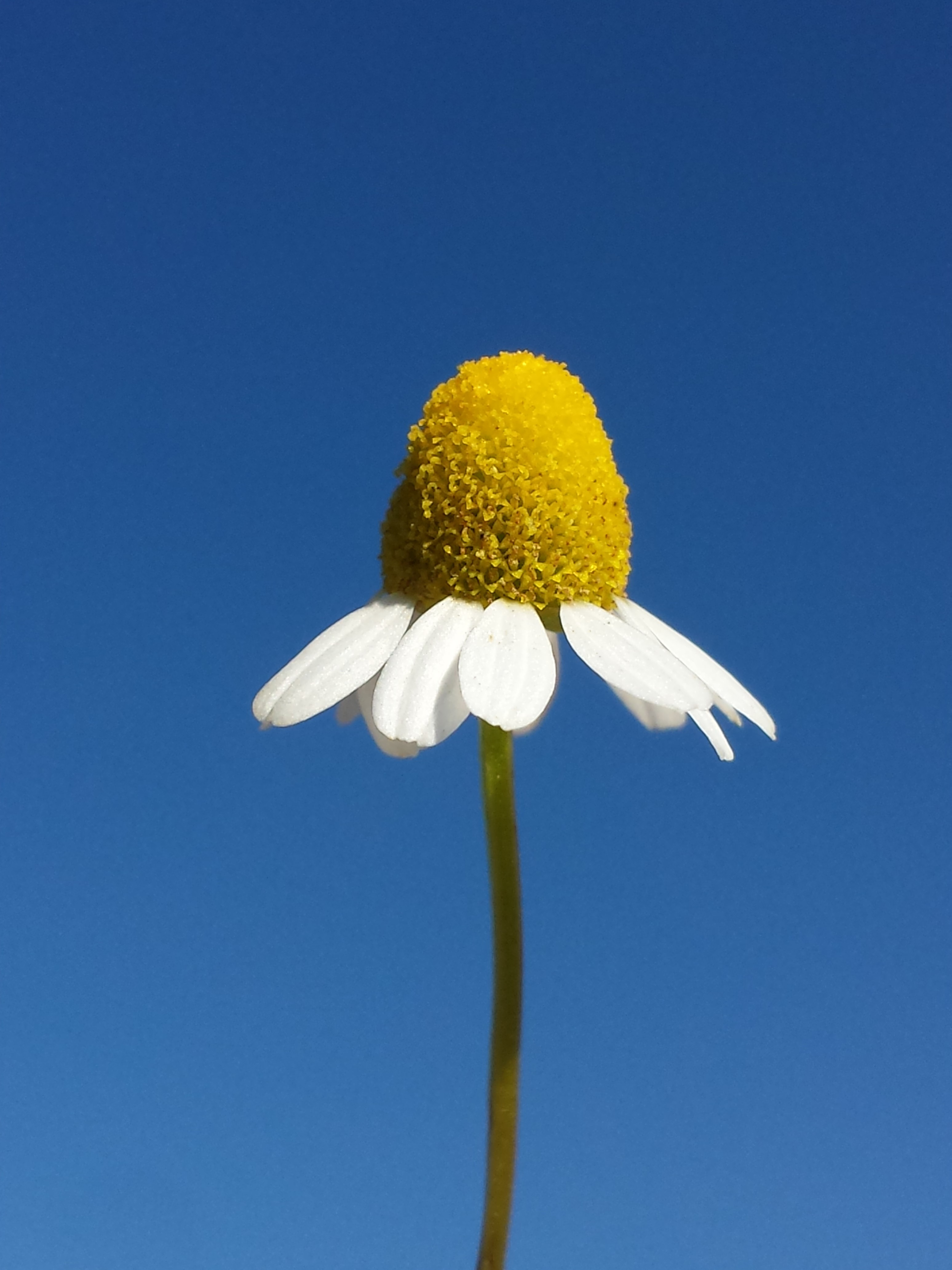
Koszyczek rumianku

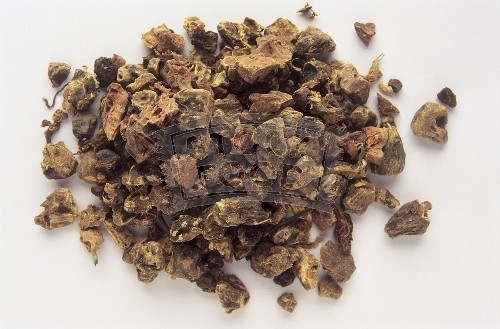
Pokruszone kłącze pięciornika

Surowiec zielarski, surowiec roślinny – część rośliny zielarskiej (jej organ), tkanka lub wydzielina, w której koncentracja substancji czynnych (np. olejków eterycznych) jest największa. Najczęściej z jednej rośliny zbiera się jeden typ surowca (np. u mięty są to liście), ale z niektórych roślin pozyskuje się kilka surowców (np. mniszek lekarski). Surowce roślinne wykazujące udokumentowane działanie lecznicze posiadają swoje monografie w farmakopeach.
Oznaczenia surowców:
- Anthodium – koszyczek roślin z rodziny astrowatych
- Bacca – jagoda
- Bulbus – cebula
- Calyx – kielich
- Caput – makówka
- Corolla – korona
- Cortex – kora
- Embryo – zarodek
- Flos – kwiat
- Folium – liść
- Fructus – owoc
- Fungus – grzyb
- Gemma – pąk
- Glandula – gruczoł
- Herba – ziele
- Inflorescentia – kwiatostan
- Lichen – plecha porostu
- Lignum – drewno
- Nux – orzech
- Pericarpium – owocnia
- Radix – korzeń
- Rhizoma – kłącze
- Rhizoma cum radicibus – kłącze z korzeniami
- Semen – nasiono
- Spora – zarodnik
- Stigma – znamię słupka kwiatowego
- Stipes – szypułka
- Strobilus – „szyszka” chmielu zwyczajnego
- Thallus – plecha (najczęściej glonu)
- Tuber – bulwa